# Кузнецов Володимир Володимирович (ватерполіст)
Кузнецов Володимир Володимирович (30 червня 1937) — радянський ватерполіст.
Бронзовий призер Олімпійських Ігор 1964 року.